# Chie Hayakawa

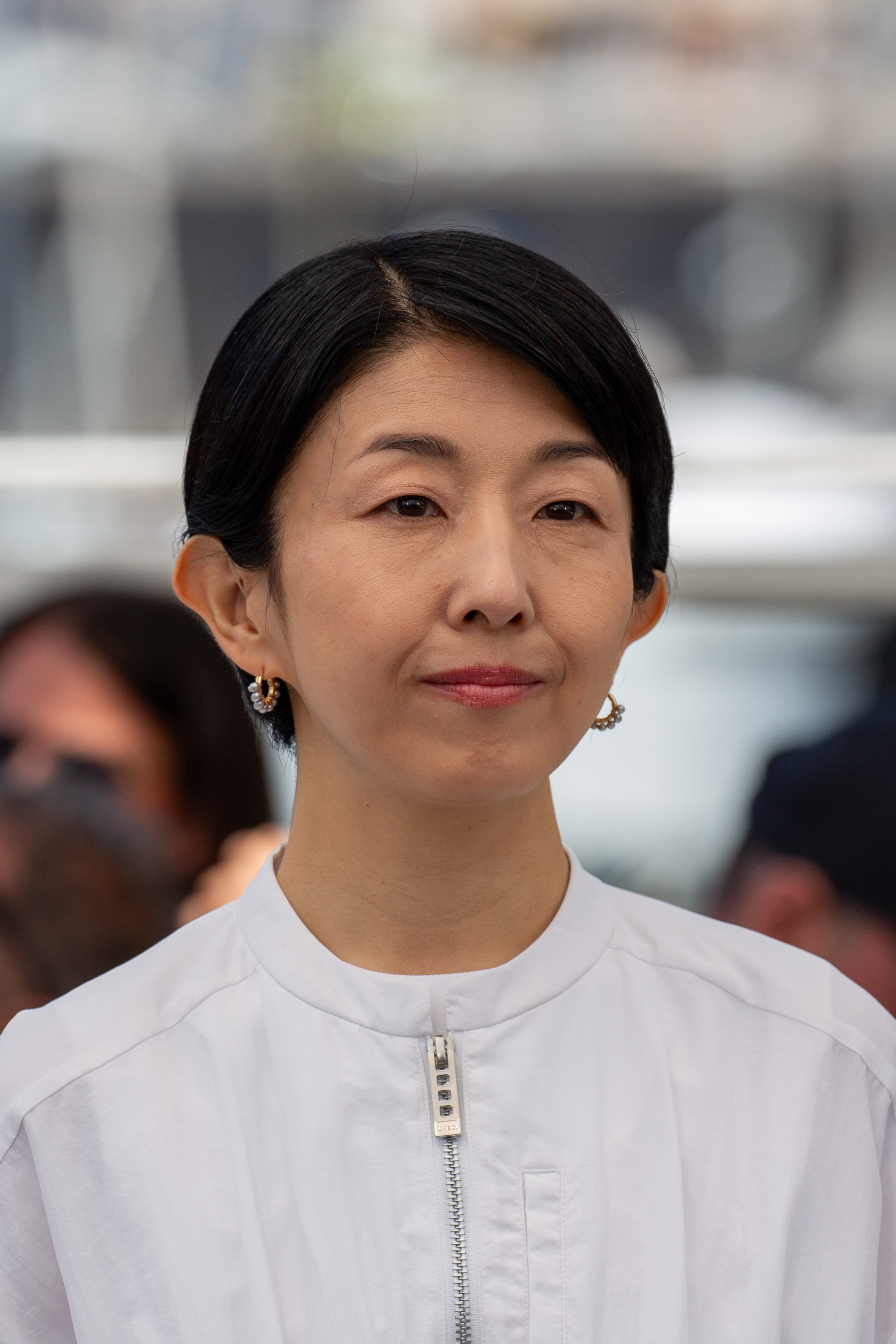
Chie Hayakawa (2025)

Chie Hayakawa (jap. 早川 千絵 Hayakawa Chie; * 20. August 1976 in Tokio) ist eine japanische Filmregisseurin und Drehbuchautorin. Internationale Bekanntheit erlangte sie ab Beginn der 2020er-Jahre durch ihre Spielfilme Plan 75 (2022) und Renoir (2025).

## Leben und Karriere

### Kindheit und Ausbildung
Chie Hayakawa wuchs als Tochter eines Beamten-Paares auf. Bereits in jungen Jahren widmete sie sich dem Zeichnen und dem Verfassen von Gedichten. Im Alter von 10 Jahren erfuhr Hayakawa, dass ihr Vater an Krebs erkrankt war. Er starb 10 Jahre später. Hayakawa gab an, dass dieses Erlebnis sie stark geprägt und Einfluss auf ihre spätere Perspektive als Künstlerin genommen habe. Ebenfalls Eindruck bei ihr hinterließ im Grundschulalter eine Vorführung von Kōhei Oguris Spielfilm Schmutziger Fluß (1981), woraufhin sie den Beruf der Filmregisseurin ergreifen wollte.
In ihren Zwanzigern bewarb sich Hayakawa für ein Filmstudium an der School of Visual Arts in New York. Sie glaubte, in den USA eine bessere Ausbildung für das Filmemachen zu erhalten. Aufgrund ihrer bescheidenen Englischkenntnisse entschloss sich Hayakawa aber nach nur einer Woche auf dem Campus, zum Fachbereich Fotografie zu wechseln. Einem dortigen Dozenten blieb ihre Neugierde und Arbeitseifer in Erinnerung. Sie schloss das Studium im Jahr 2001 ab. Erste Kurzfilme von Hayakawa wurden von der SVA Gallery in New York vorgestellt (Identify This Girl, 2000; Photography of Zero, 2003). Ihre Arbeiten What you are holding is not an apple (2000) und Vajra/Vajra (2001) wurden in zwei aufeinander folgenden Jahren vom IFCT Festival ausgewählt und in Los Angeles, London und Toronto gezeigt.

### Rückkehr nach Japan und Arbeit als Filmregisseurin
Hayakawa heiratete den Maler Katsumi Hayakawa. Aus der Ehe stammen zwei Kinder, die in New York geboren wurden. Die Familie entschied sich, nach Tokio zurückzukehren. Dort fand Chie Hayakawa eine Anstellung beim japanischen Privatsender WOWOW. Sie half dabei, amerikanische Filme für die Veröffentlichung im japanischen Fernsehen vorzubereiten. Daneben kümmerte sie sich um die Kindererziehung.
Im Alter von 36 Jahren entschloss sich Hayakawa dazu, neben ihrer Arbeit ein einjähriges Filmprogramm an einer Abendschule zu absolvieren. Tagsüber arbeitete sie weiter bei WOWOW. Im Rahmen des ENBU-Seminars realisierte Hayakawa den Kurzfilm Niagara (2013). Das 28-minütige Werk stellt eine junge Frau in den Mittelpunkt, die das Waisenhaus, in dem sie aufgewachsen ist, bald verlässt. Die Protagonistin erfährt, dass der Großvater ihre Eltern getötet hat und diese nicht bei einem Verkehrsunfall ums Leben kamen. Als einzig überlebendes Familienmitglied bleibt ihr die Großmutter, die sie auch für tot gehalten hatte. Hayakawa reichte Niagara für das Filmfestival von Cannes 2014 ein. Zu ihrer eigenen Überraschung wurde der Kurzfilm in die Sektion Cinéfondation für Werke von Filmstudenten aufgenommen. Im selben Jahr gewann Niagara den FIPRESCI-Preis auf dem Pacific Meridian International Film Festival of Asia Pacific Countries.

### Erfolge mitPlan 75undRenoir
In Cannes hatte Hayakawa die Filmpublizistin Eiko Mizuno-Gray kennengelernt. Diese lud die Nachwuchsregisseurin dazu ein, einen Kurzfilm über Japan zu inszenieren, wie es in 10 Jahren aussehen könnte. Dieser sollte Teil des Omnibusfilms Jûnen: Ten Years Japan (2018) sein, bei dem der vielfach preisgekrönte japanische Filmregisseur Hirokazu Koreeda als Executive Producer fungierte. Neben Werken von Akiyo Fujimura, Kei Ishikawa, Yusuke Kinoshita und Megumi Tsuno realisierte Hayakawa für das Projekt den 18-minütigen Beitrag PLAN75. In ihrer Zukunftsdystopie verleitet der hohe Altersdurchschnitt der Bevölkerung die japanische Regierung dazu, das titelgebende freiwillige Euthanasie-Programm für alleinstehende Rentner ab dem 75. Lebensjahr anzubieten. Interessierten wird eine „luxuriöse Kaffeefahrt“ mit einer Geldprämie versprochen sowie die Ehre, sich selbstlos für die Gemeinschaft opfern zu können. Hayakawa griff dabei auf die angebliche japanische Tradition Ubasute zurück, die bereits Pate für die Erzählung Die Ballade von Narayama und zweier Spielfilme von Keisuke Kinoshita (1958) und Shōhei Imamura (1983) gestanden hatte. Für die Drehbuchfassung des Kurzfilms stand Hayakawa frühmorgens um vier Uhr auf und sah sich Filme an, bevor sie zur Arbeit ging. Nach der Arbeit schrieb sie für ein paar Stunden in einem Café, während sich ihr Ehemann um die Kinder kümmerte. In dieser Zeit entdeckte Hayakawa die Werke der Regisseure Edward Yang, Lee Chang-dong und Krzysztof Kieślowski, die sie als wichtige Einflüsse benannte.
Nachdem Jûnen: Ten Years Japan 2018 erschienen war, erarbeitete Hayakawa gemeinsam mit Eiko Mizuno-Gray und deren US-amerikanischem Ehemann Jason Gray unter dem Titel Plan 75 an einer erweiterten Spielfilmfassung, wie sie es ursprünglich geplant hatte. Die Hauptrolle eines 78-jährigen Zimmermädchens, dem wegen seines hohen Alters gekündigt wird und das daraufhin in Geldnot gerät, übernahm Chieko Baishō. In weiteren Rollen waren Hayato Isomura als Plan-75-Mitarbeiter sowie Stefanie Arianne als philippinische Arbeiterin zu sehen. Die Dreharbeiten fanden während der COVID-19-Pandemie statt. Plan 75 wurde schließlich im Mai 2022 im Rahmen des Filmfestivals von Cannes uraufgeführt, wo das Werk eine Einladung in die Sektion Un Certain Regard erhalten hatte. Zwar hatte Hayakawa bei der Preisverleihung gegenüber dem US-amerikanischen Beitrag War Pony das Nachsehen, erhielt aber von der Jury um Valeria Golino und Debra Granik eine lobende Erwähnung zugesprochen. Plan 75 wurde nachfolgend in die Programme von rund 24 internationalen Filmfestivals aufgenommen, rund ein Dutzend Mal preisgekrönt und als japanischer Beitrag für die Oscarverleihung 2023 in der Kategorie Bester internationaler Film ausgewählt. Hayakawa selbst wurde für ihr Drehbuch für den Japanese Academy Award nominiert und gewann Auszeichnungen auf den Filmfestivals von Thessaloniki (2022) und Freiburg (2023). Auch gelangte der Film in die deutschen Kinos.
Im Jahr 2025 erhielt Hayakawa für ihren zweiten Spielfilm Renoir eine Einladung in den Hauptwettbewerb um die Goldene Palme des 78. Filmfestivals von Cannes. Die Geschichte ist autobiografisch gefärbt und im Japan der 1980er-Jahre angesiedelt. Im Mittelpunkt der Handlung steht ein fantasievolles Mädchen, das sich von seinen problembelasteten Eltern entfremdet und immer tiefer in das Thema Telepathie eintaucht. Die Figur des Vaters leidet dabei auch an einer Krebserkrankung. Die Hauptrollen übernahmen Yui Suzuki, Hikari Ishida und Lily Franky und als Produzenten traten Eiko Mizuno-Gray und Jason Gray in Erscheinung.

## Filmografie

### Kurzfilme
- 2000: Identify This Girl
- 2000: What you are holding is not an apple
- 2001: Vajra/Vajra
- 2003: Photography of Zero
- 2013: Niagara (ナイアガラ Naiagara)
- 2016: May in the Winter (冬のメイ Fuyu no mei)
- 2018: Jûnen: Ten Years Japan (Omnibusfilm, Episode: PLAN75)

### Spielfilme
- 2022: Plan 75 (プランななじゅうご Puran'na na jū go)
- 2025: Renoir (ルノワール Runowāru)

## Auszeichnungen (Auswahl)
- 2014: Filmfestival Pacific Meridian – FIPRESCI-Preis, bester Kurzfilm (Niagara)
- 2022: Filmfestival Cannes – Lobende Erwähnung, Caméra d’Or (Plan 75)
- 2022: Filmfestival Thessaloniki – Bronzener Alexander, FIPRESCI-Preis, Human Values Award (Plan 75)
- 2023: Filmfestival Cleveland – Lobende Erwähnung, Nachwuchsregie-Wettbewerb (Plan 75)
- 2023: Filmfestival Freiburg – Bester internationaler Film, Kritikerpreis, Preis der Jugendjury (Plan 75)